# 曹立珊
曹立珊（英語：Alexander Ts'ao Li Shan，1913年7月20日—2011年1月26日），臺灣宗教人物，天主教耀漢小兄弟會神父。他曾在台灣和香港兩地傳播福音和辦學。於香港造福人群期間創辦了天主教鳴遠中學。其後回台出任不同天主教私立學校的董事長。

## 生平
曹立珊出生於河北束鹿，自1923年在北京聖母會學習，至1929年成為耀漢兄弟會的成員，並擔任雷鳴遠神父的秘書。其後雷鳴遠於1940年離世。曹立珊擔任耀漢會家長至1980年為止。他在1949年來到香港傳播福音。翌年到調景嶺辦學，開辦了「調景嶺天主堂義務學校」。他來港初年帶同數位修士來新界工作，先在該區開闢農場。後於調景嶺建立難民營以改善他們的生活。曹立珊當時以調景嶺聖堂主任司鐸的身份救助調景嶺的難民。
而曹立珊創立的調景嶺天主堂義務學校後來於1951年易名「調景嶺天主堂私立鳴遠學校」以紀念雷鳴遠神父。1959年移交聖母聖心會續辦。再在1965年獲教育司署批准註冊成為一所私立學校，並易名為「鳴遠中學」。之後到了1993年，因政府要發展調景嶺新市鎮，於是把學校遷至將軍澳厚德邨現址繼續辦學。新校定名為「天主教鳴遠中學」。1954年，曹立珊返回台灣。受當時天主教台北教區郭若石總主教的委託，在台北市創辦新北市私立鳴遠幼兒園。同年被選為幼稚園的首任董事長。此外，曹立珊同時建立耀漢天主堂和出任台中水湳和木柵復活堂的本堂。他在台灣生活期間曾出任多所學校的董事長，包括曾於1956年至1991年擔任臺中市天主教私立衛道高級中學董事會的董事長。而在1976年6月，天主教私立文興高級中學改選第二任董事會。曹立珊被推選為該校的董事長。直至1980年再度連任。他亦曾擔任臺中市私立育仁國民小學校董會的董事長
曹立珊在2011年1月26日離世後，其位於台中市北區的四塊土地和一棟房屋本來都交由遺產管理人財政部國有財產署去管理。但因為曹立珊生前已立下「貧窮願」，其財產在他過世後會全歸所屬的「天主教耀漢小兄弟會」所有。而曹立珊定下的「貧窮願」附有親筆簽名的「死因贈與契約」書。當他死亡時契約書會按中華民國法律開始產生效力。在著作方面，曹立珊生前著有《遺愛綿長》、《春風十年》、《雷鳴遠》、《雷鳴遠神父的神修綱領》、《彌撒讀經釋義丙年》和《靈修談叢》、《中國天主教會史》等書籍。其著作內容主要圍繞記錄雷鳴遠神父與天主教的事跡和解釋聖經。